# Estado
Estado ist ein osttimoresischer Suco im Verwaltungsamt Ermera (Gemeinde Ermera), südwestlich von der Landeshauptstadt Dili.

## Geographie

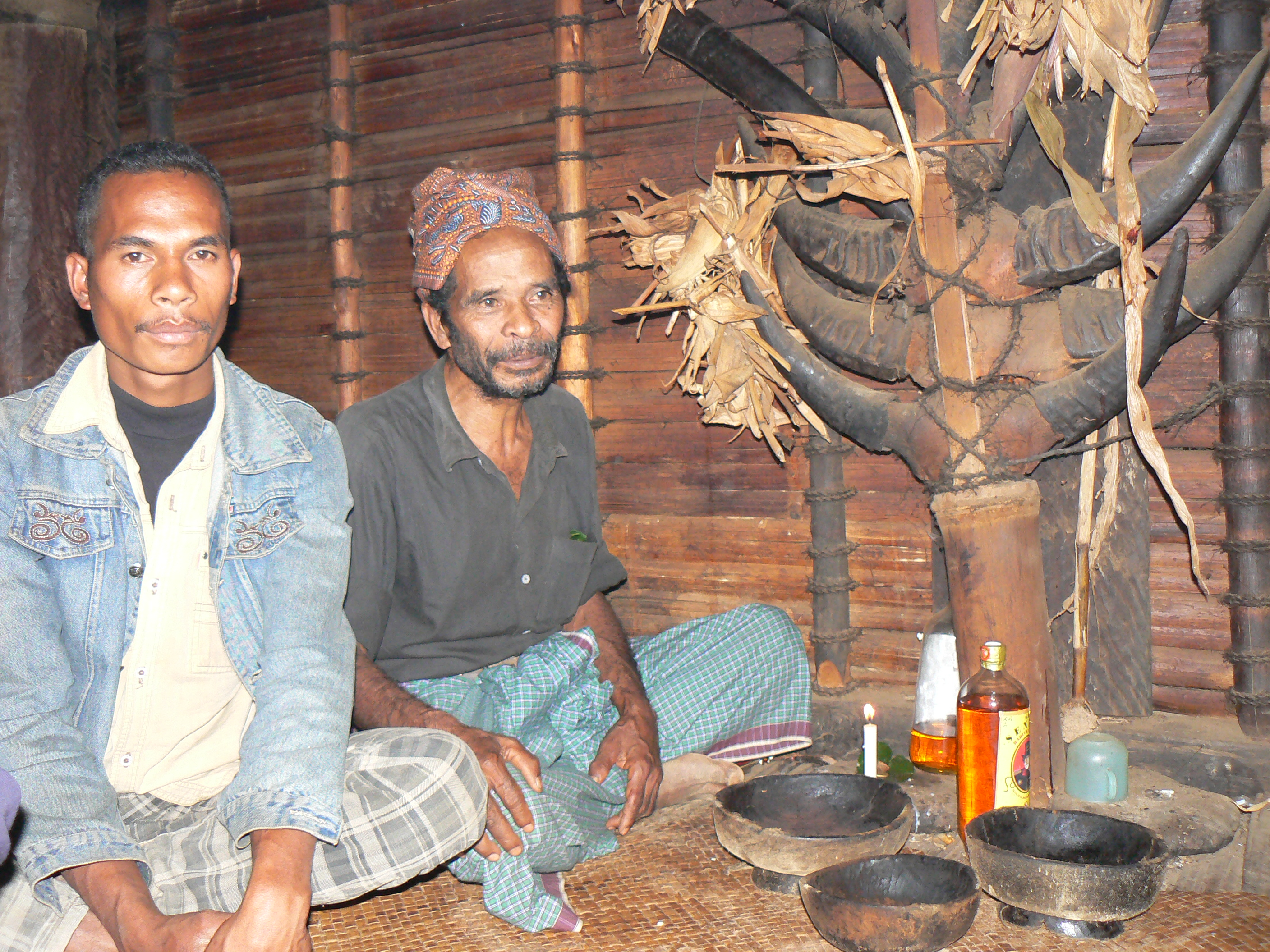
Im Heiligen Haus von Estado

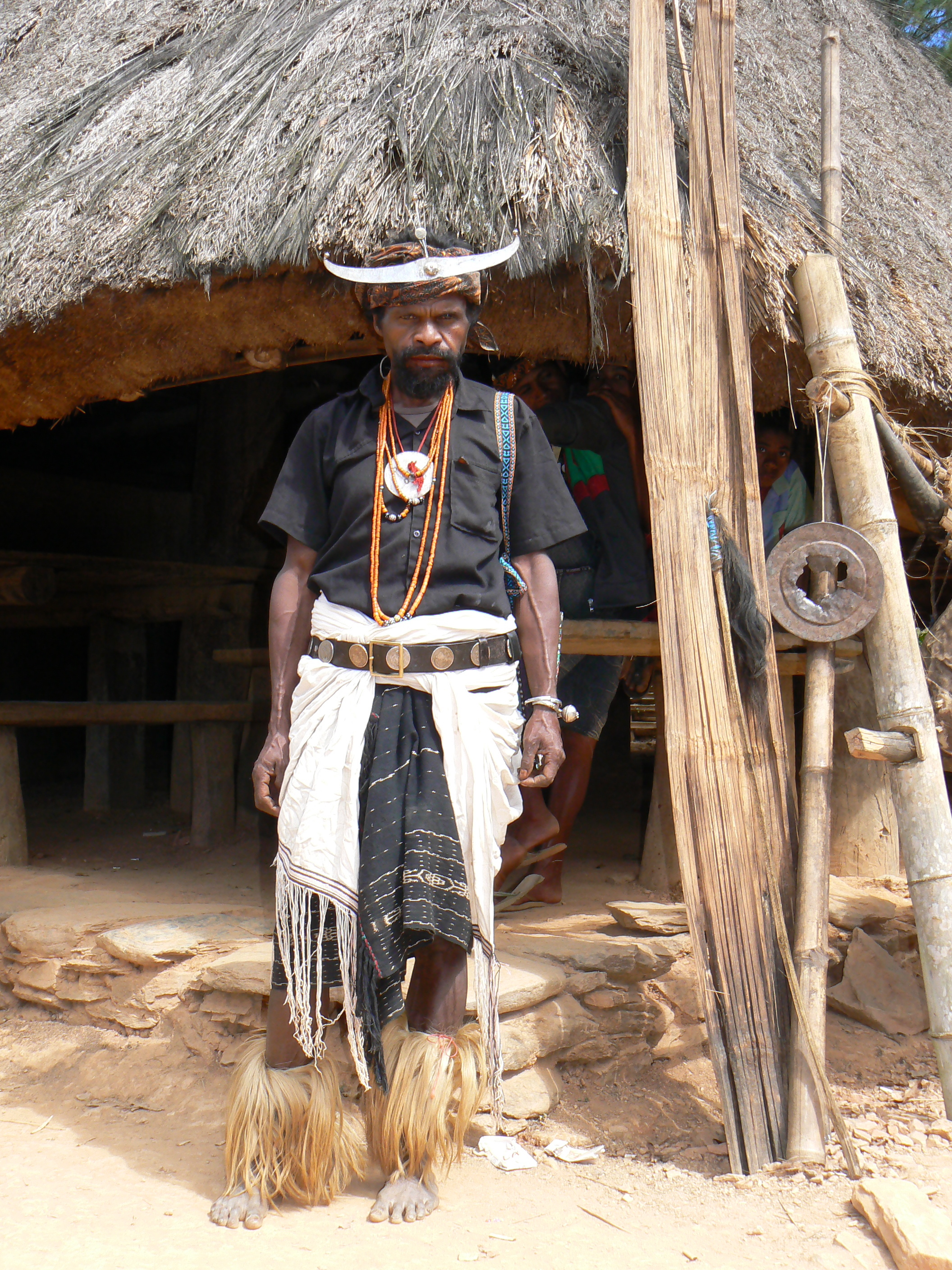
Traditionelle Kleidung

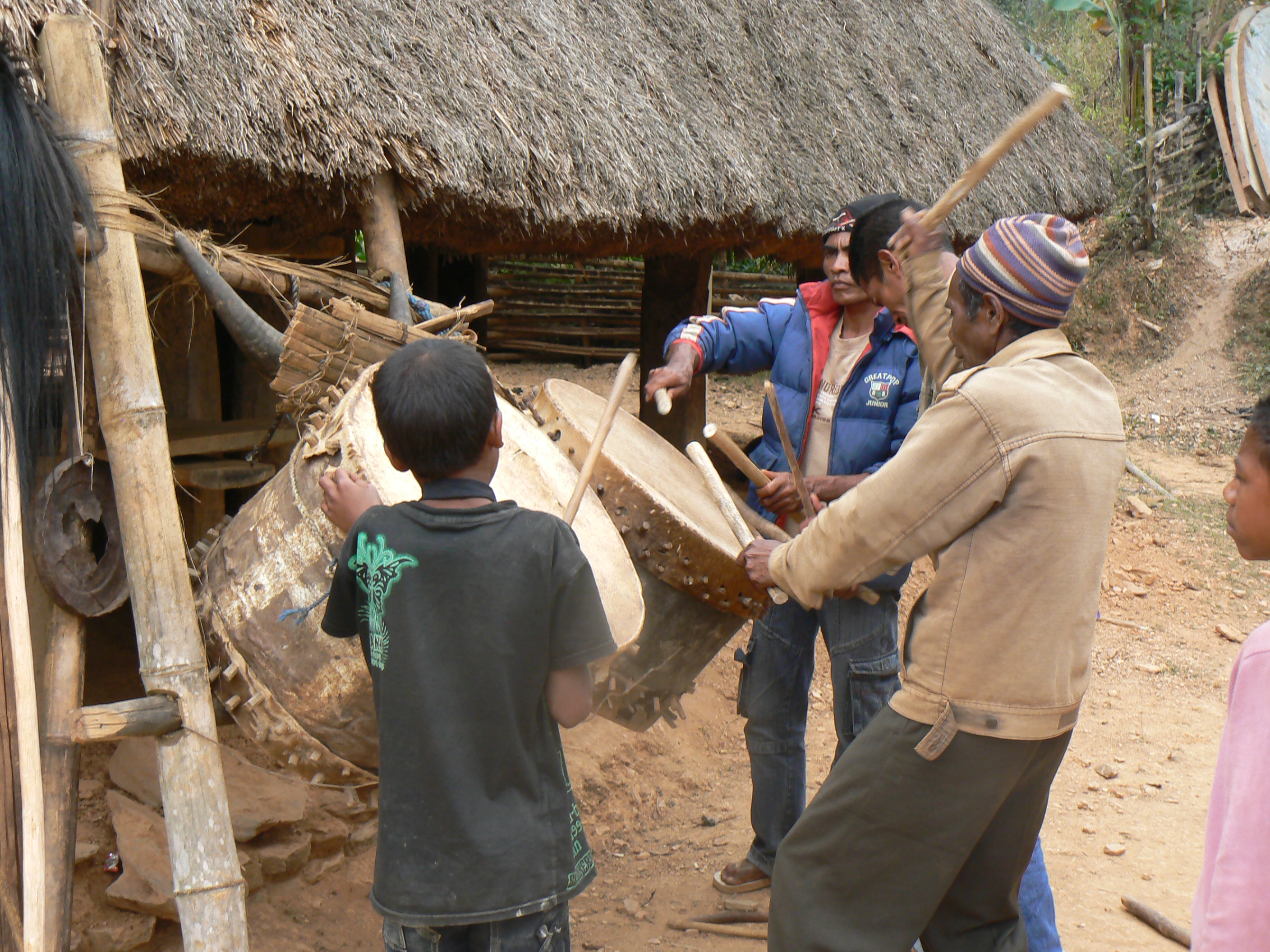
Trommler in Estado

Vor der Gebietsreform 2015 hatte Estado eine Fläche von 12,68 km². Nun sind es 9,75 km². Der Suco liegt im Süden des Verwaltungsamts Ermera. Nördlich liegen die Sucos Leguimea, Humboe und Lauala, südlich der Suco Raimerhei. Im Westen grenzt Estado an das Verwaltungsamt Hatulia mit seinem Suco Coilate-Letelo, im Osten an das Verwaltungsamt Letefoho mit seinen Sucos Eraulo und Goulolo. Im Nordosten reicht der Suco an das Ufer des Sees Lehumo. Im Nordwesten entspringt im Grenzgebiet zu Leguimea der Fluss Lahosa, der zum Flusssystem des Lóis gehört, ebenso wie ein Fluss, der an der Südostgrenze zu Goulolo entspringt. In ihn münden, aus Goulolo kommend, die Flüsse Caraulun und Hatoe.
Durch einen kleinen Schlencker führt im Nordwesten die Überlandstraße von Maliana nach Ermera durch den Suco. Etwas abseits davon liegt das Dorf Tilitir (Tititir). Im Westen befindet sich der Ort Manubobo. Im mittleren Teil des schmalen Sucos liegt an der Nordgrenze der Ort Rematu, mehr im Süden die Ortschaft Aitura. Im Osten befinden sich die Orte Raitu (Riatu), Haturema, Hatomotei und Leotelo (Leotelon) und im nordöstlichen Ausläufer des Sucos die Dörfer Darudu, Klaetlau und Kukhata. Durch Kukhata und entlang der Ostgrenze führt die Überlandstraße von Gleno nach Letefoho. In Tilitir und Klaetlau gibt es eine Grundschule, in Haturema eine vorbereitende Schule für die Sekundärschule. Im Osten gibt es außerdem eine medizinische Station. 2023 wurde die Kirche Nossa Senhora da Rosário de Fátima in Estado eingeweiht.
Seit 2023 steht am Friedhof von Aitura ein Denkmal für den Unabhängigkeitskämpfer und Politiker Gabriel Ximenes (1956–2009).
Im Suco befinden sich die zwölf Aldeias Coração de Jesus (dt.: Herz Jesu), Coulão Haburas, Hamric Metin (Hamrik Metin), Huitaso, Indau Lulic (Indau Lulik), Lihmo, Moris Mesac (Moris Mesak), Railacan (Railakan), Saramata, Sinai, Tajaquina und Tatoli.

## Einwohner
Im Suco leben 2.551 Einwohner (2022), davon sind 1.360 Männer und 1.191 Frauen. Im Suco gibt es 472 Haushalte. Fast 98 % der Einwohner geben Tetum Prasa als ihre Muttersprache an. Fast 2 % sprechen Mambai und eine kleine Minderheit Tetum Terik.

## Geschichte
Der Name des Sucos soll nach mündlichen Überlieferungen aus der portugiesischen Kolonialzeit stammen. Als ein Portugiese vom lokalen Liurai den Namen des Ortes wissen wollte, fragte dieser den Europäer was das Mächtigste in seinem Land sei. Der Portugiese sagte der Staat (portugiesisch Estado), woraufhin der Liurai erklärte, sein Herrschaftsgebiet würde „Estado“ heißen.
Am 16. November 2006 wurde von aus Estado ein schwerer Zwischenfall gemeldet, der einige Tage zuvor stattfand. Jugendliche von Colimau 2000 – einer Organisation, die von ehemaligen im Untergrund arbeitenden Jugendaktivisten gegründet wurde – aus Ermera und anderen Orten – griffen einen Ableger des Perguruan Setia Hati Terate (PSHT) Martial Arts Club im Dorf Estado an. Premierminister José Ramos-Horta erklärte, unbestätigten Angaben nach, gebe es vier Tote. Außerdem wurden zehn Häuser niedergebrannt. Ramos-Horta war mit einem Hubschrauber zum Schauplatz des Überfalls geflogen, um sich ein Bild von der Lage zu machen. Spezialeinheiten der Polizei wurden in die Region entsandt. Ein Zeuge berichtete, etwa 600 Jugendliche von Colimau 2000 hätten, bewaffnet mit Samuraischwertern, Macheten, Speeren, Pfeil und Bogen und Gewehren den Martial Art Club angegriffen. Der Angriff scheint ein Racheakt gewesen zu sein. Am 2. November hatten PSHT-Mitglieder ein Mitglied von Colimau 2000 verprügelt.

## Politik
Bei den Wahlen von 2004/2005 wurde Antonio Maia dos Santos zum Chefe de Suco gewählt und 2009 in seinem Amt bestätigt. Die Wahlen 2016 gewann Julio Salsinha.

## Wirtschaft

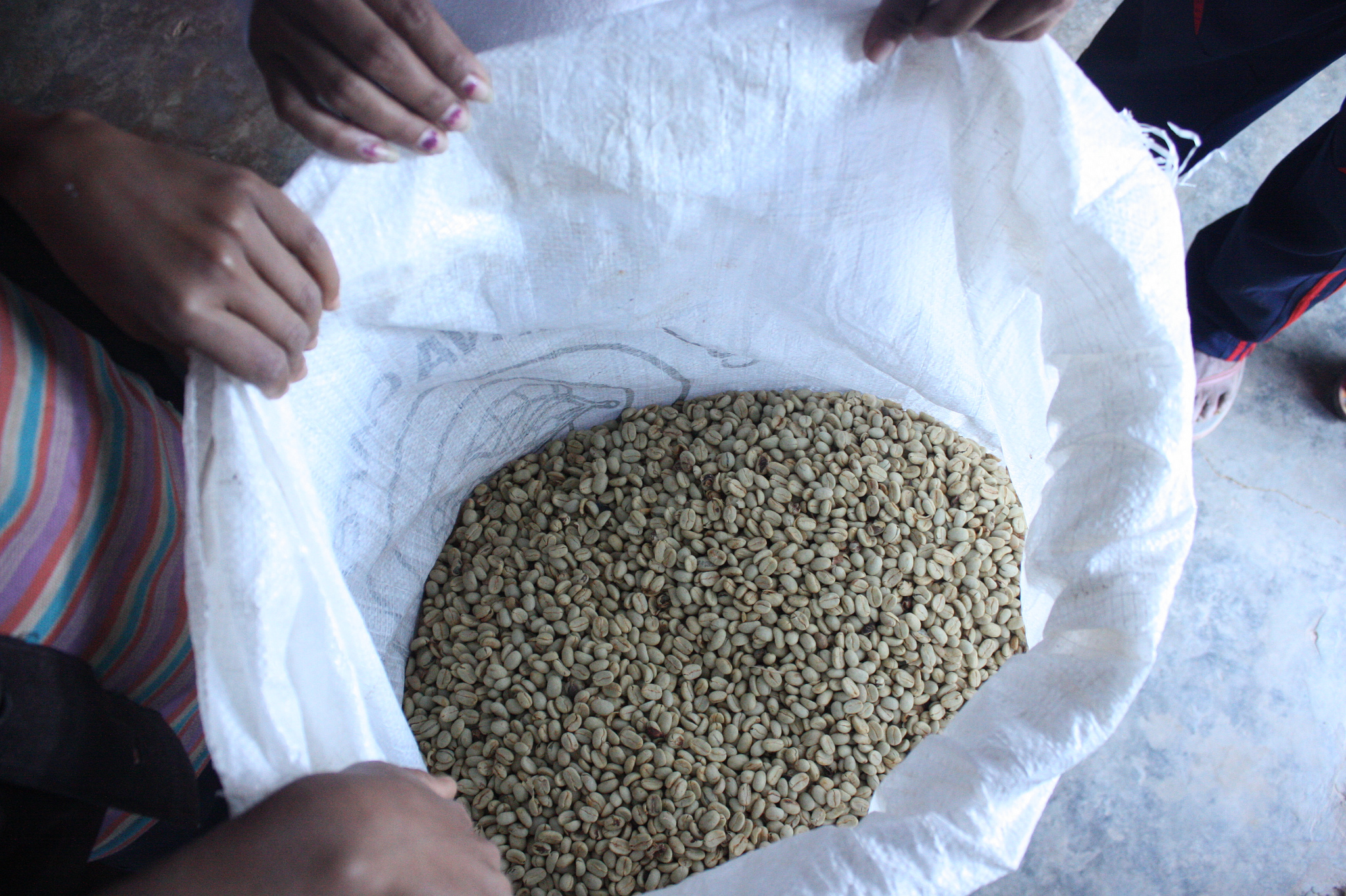
Ein wichtiges Handelsgut: Kaffee aus Ermera

Am 23. Mai 2004 eröffneten Staatspräsident Xanana Gusmão und Premierminister Marí Alkatiri in Estado eine der größten kaffeeverarbeitenden Fabriken mit Nassaufbereitung des Kaffees. Eigentümer und Betreiber ist die Cooperativa Café Timor (CCT), Osttimors größte Kooperative mit etwa 20.000 Pflanzern als Mitglieder.
Die Fabrik in Estado kauft Kaffeefrüchte von Mitgliedern des CCT im Hochland der Gemeinde Ermera. In der Fabrik werden die Früchte gewaschen, das Fruchtfleisch entfernt, die Bohnen fermentiert und zur Trocknung vorbereitet. Zusammen mit der Fabrik in Maubisse kann die CCT 25.000 Tonnen Kaffee aufkaufen, doppelt so viel wie noch 2003.